# Kelsey Chow
Kelsey Asbill Chow (Columbia, 9 september 1991) is een Amerikaanse actrice. Ze is vooral bekend door haar rol als Mikayla in de serie Pair of Kings op Disney XD.

## Leven
Kelsey Chow is geboren in Columbia in de staat South Carolina. Haar moeder is van Engelse afkomst en haar vader, Jim, is geboren in Taiwan en kwam naar Amerika in de jaren 70. Kelsey heeft nog een broer, twee jaar jonger, en een zus, acht jaar jonger. Ze heeft haar middelbareschooltijd in Hammond School in Columbia doorgebracht. Daarna ging ze studeren aan de Columbia-universiteit in New York.

## Filmografie
| Jaar | Titel                  | Rol                       | Opmerkingen |
| ---- | ---------------------- | ------------------------- | ----------- |
| 2009 | My Sweet Misery        | Vriendin uit het verleden |             |
| 2010 | Den Brother            | Matisse Burrows           |             |
| 2012 | The Amazing Spider-Man | Sally Avril               |             |
| 2012 | The Wine of Summer     | Brit                      |             |
| 2013 | Run                    | Emily Baltimore           |             |
| 2017 | Wind River             | Natalie Hanson            |             |

| Jaar      | Titel                             | Rol           | Opmerkingen                                    |
| --------- | --------------------------------- | ------------- | ---------------------------------------------- |
| 2005-2009 | One Tree Hill                     | Gigi Silveri  | 18 afleveringen                                |
| 2008      | The Suite Life of Zack & Cody     | Dakota        | Seizoen 3 aflevering 18: "Romancing the Phone" |
| 2010–2013 | Pair of Kings                     | Mikayla       |                                                |
| 2011      | Disney's Friends for Change Games | Zichzelf      | Lid van het rode team                          |
| 2015      | Teen Wolf                         | Tracy Stewart | seizoen 5                                      |

- International Standard Name Identifier: 0000 0004 6476 7315
- Library of Congress Control Number: no2016064070
- Système universitaire de documentation: 260736856
- Virtual International Authority File: 142146462750927772514
- WorldCat: E39PBJkTb4GFJKDX6ThB4dHpyd